# Grimmia argyrotricha
Grimmia argyrotricha är en bladmossart som beskrevs av C. Müller 1890. Grimmia argyrotricha ingår i släktet grimmior, och familjen Grimmiaceae. Inga underarter finns listade i Catalogue of Life.